# Лиминович, Сергей Зенонович
Серге́й Зено́нович Лимино́вич (6 ноября 1953, Житомир) — советский гребец-каноист, выступал за сборную СССР в конце 1970-х — начале 1980-х годов. Серебряный и дважды бронзовый призёр чемпионатов мира, девятикратный чемпион Советского Союза, победитель регат республиканского и всесоюзного значения. На соревнованиях представлял Вооружённые силы, мастер спорта международного класса.

## Биография
Сергей Лиминович родился 6 ноября 1953 года в городе Житомире Украинской ССР. Активно заниматься греблей начал в раннем детстве, состоял в спортивном клубе Вооружённых сил.
Первого серьёзного успеха добился в 1975 году, когда в составе сборной УССР впервые одержал победу на первенстве Советского Союза — в программе эстафеты 4 × 500 м. На всесоюзном чемпионате 1978 года выиграл сразу три дисциплины: заезды одиночек на дистанциях 500, 1000 и 10000 метров. Благодаря череде удачных выступлений удостоился права защищать честь страны на чемпионате мира в югославском Белграде, где выиграл бронзовую медаль в полукилометровой гонке одиночек, уступив в финале болгарину Любомиру Любенову и венгру Дьюле Хайду.
В 1979 году Лиминович добавил в послужной список две золотые медали первенства СССР, выигранные в одиночках на 500 и 10000 метрах, после чего отправился на мировое первенство в немецкий Дуйсбург, откуда привёз награду серебряного достоинства, полученную за участие в состязаниях одиночек на десяти километрах — в решающем заезде лучше финишировал только представитель Венгрии Тамаш Вихман.
Несмотря на то что в сезоне 1980 года Лиминович вновь был лучшим в зачёте национального первенства в одиночках на тысяче метрах, на Олимпийские игры в Москву вместо него поехал Сергей Пострехин, который добился в итоге звания олимпийского чемпиона. В 1981 году Лиминович стал девятикратным чемпионом СССР по гребле на байдарках и каноэ, выиграв в четвёртый раз подряд гонку одиночных каноэ на дистанции в десять километров. Позже он отправился на чемпионат мира в английский Ноттингем, где в той же дисциплине занял третье место и добился тем самым бронзовой награды — в финале его обошли венгр Тамаш Вихман и югослав Матия Любек. Вскоре после этих соревнований принял решение завершить спортивную карьеру, уступив место в сборной молодым советским гребцам. За выдающиеся спортивные достижения удостоен почётного звания «Мастер спорта СССР международного класса».